# 泰拉科沃湖
61°30′10″N 75°10′0″E / 61.50278°N 75.16667°E
泰拉科沃湖（俄语：Тайлаково），是俄羅斯的湖泊，位於該國中部漢特-曼西自治區，由下瓦爾托夫斯克區負責管轄，長3.5公里、寬2.2公里，面積1.53平方公里，海拔高度53.5米。